# Gigantes (serie de televisión de 2018)
Gigantes es una serie de televisión española original de Movistar+ producida en colaboración con La Zona. Creada por Enrique Urbizu, Miguel Barros y Michel Gaztambide, sobre una idea de Manuel Gancedo. Consta de dos temporadas de seis episodios cada una, de unos 50 minutos de duración aproximada cada uno. La primera temporada se estrenó el 4 de octubre de 2018, y la segunda temporada el 24 de marzo de 2019, en canal Movistar+. La serie está dirigida por Enrique Urbizu y Jorge Dorado.

## Sinopsis
La familia Guerrero ha vivido durante décadas en el corazón del barrio más castizo de Madrid. Con el negocio de la compraventa de muebles en el rastro de Madrid como tapadera, lleva años controlando el tráfico de droga en su barrio. Ahora, Abraham Guerrero, patriarca y viudo, ha decidido expandir su negocio, es el momento de crecer. Para ello necesitará la lealtad y colaboración de sus tres hijos: Daniel, Tomás y Clemente. Estos, criados bajo su severa mano, tienen sus propios planes. Pero solo uno podrá ocupar el puesto del padre. Una policía que lleva años siguiendo a este clan intentará detener su poder, que se extiende por Andalucía y por la alta sociedad europea. La guerra ha comenzado.

## Reparto
Reparto Principal
- Isak Férriz, como Daniel Guerrero
- Daniel Grao, como Tomás Guerrero
- José Coronado, como Abraham Guerrero
- Elisabeth Gelabert, como Ángela Márquez, comisario de policía
- Carlos Librado «Nene», como Clemente Guerrero
- Yolanda Torosio, como Sol
- Sofía Oria, Carmen Guerrero, hija de Tomás y Sol
- Juana Acosta, como Lucía
- Roberto Enríquez, como Ortiz, agente del CNI

Reparto Secundario
- Ariana Martínez, como Lorena
- Xenia Tostado, como Bárbara
- Daniel Holguín, como Carlos
- Antonio Dechent, como Lobo
- Eduard Farelo, como Pérez Estrada
- José Manuel Poga, como Alfonso

## Producción y lanzamiento
La serie fue creada por Miguel Barros, Michel Gaztambide y Enrique Urbizu, basada en la idea original de Manuel Gancedo. Los episodios fueron dirigidos por Enrique Urbizu y Jorge Dorado. La antigua fábrica de embutidos de La Choricera y el Museo Esteban Vicente de Segovia fueron reutilizados como escenario de algunas escenas de la primera temporada. La primera temporada constaba de 6 episodios con una duración de entre 47 y 58 minutos. Se estrenó el 5 de octubre de 2018 en Movistar+.
El rodaje de la segunda temporada duró 18 meses, rodándose en localizaciones de Madrid distintas al centro (Moncloa, Chamartín, Herrera Oria, Vallecas), la Comunidad de Madrid (El Escorial, Villanueva del Pardillo) así como Portugal (Oporto).
La segunda temporada, que también consta de seis episodios, se estrenó el 22 de marzo de 2019.
| Temporada | Temporada | Episodios | Episodios | Emisión original     | Emisión original     | Emisión original | Ref.          |
| Temporada | Temporada | Episodios | Episodios | Primera emisión      | Última emisión       | Cadena           | Ref.          |
| --------- | --------- | --------- | --------- | -------------------- | -------------------- | ---------------- | ------------- |
|           | 1         | 6         | 6         | 5 de octubre de 2018 | 5 de octubre de 2018 | Movistar+        | [ 13 ]        |
|           | 2         | 6         | 6         | 22 de marzo de 2019  | 22 de marzo de 2019  | Movistar+        | [ 14 ] [ 15 ] |

| N.º en serie | N.º en temp. | Título         | Dirigido por   | Fecha de emisión original |
| ------------ | ------------ | -------------- | -------------- | ------------------------- |
| 1            | 1            | «Devastación»  | Enrique Urbizu | 5 de octubre de 2018      |
| 2            | 2            | «Familia»      | Enrique Urbizu | 5 de octubre de 2018      |
| 3            | 3            | «Confluencias» | Enrique Urbizu | 5 de octubre de 2018      |
| 4            | 4            | «Cicatrices»   | Jorge Dorado   | 5 de octubre de 2018      |
| 5            | 5            | «Pérdida»      | Jorge Dorado   | 5 de octubre de 2018      |
| 6            | 6            | «Paraíso»      | Jorge Dorado   | 5 de octubre de 2018      |

| N.º en serie | N.º en temp. | Título       | Dirigido por   | Fecha de emisión original |
| ------------ | ------------ | ------------ | -------------- | ------------------------- |
| 7            | 1            | «Purgatorio» | Enrique Urbizu | 22 de marzo de 2019       |
| 8            | 2            | «Infierno»   | Enrique Urbizu | 22 de marzo de 2019       |
| 9            | 3            | «Escorpión»  | Enrique Urbizu | 22 de marzo de 2019       |
| 10           | 4            | «Paula»      | Enrique Urbizu | 22 de marzo de 2019       |
| 11           | 5            | «Mar eterno» | Enrique Urbizu | 22 de marzo de 2019       |
| 12           | 6            | «Akelarre»   | Enrique Urbizu | 22 de marzo de 2019       |

## Premios y nominaciones
- Premios Feroz: Nominada a Mejor serie dramática